# Władysławów (powiat żyrardowski)
Władysławów – wieś w Polsce położona w województwie mazowieckim, w powiecie żyrardowskim, w gminie Mszczonów.
Wieś wchodzi w skład sołectwa Marianka.
W latach 1975–1998 miejscowość należała administracyjnie do województwa skierniewickiego.
We Władysławowie znajdują się trzy kompleksy ogródków działkowych i siedziba sołtysa. Mieszka tam ok. 50 osób.